# Chawan
Un chawan (茶碗; literalmente "cuenco de té") es un recipiente empleado para preparar y beber té. En las ceremonias del té del este de Asia se utilizan chawan de muchos tipos.

## Historia

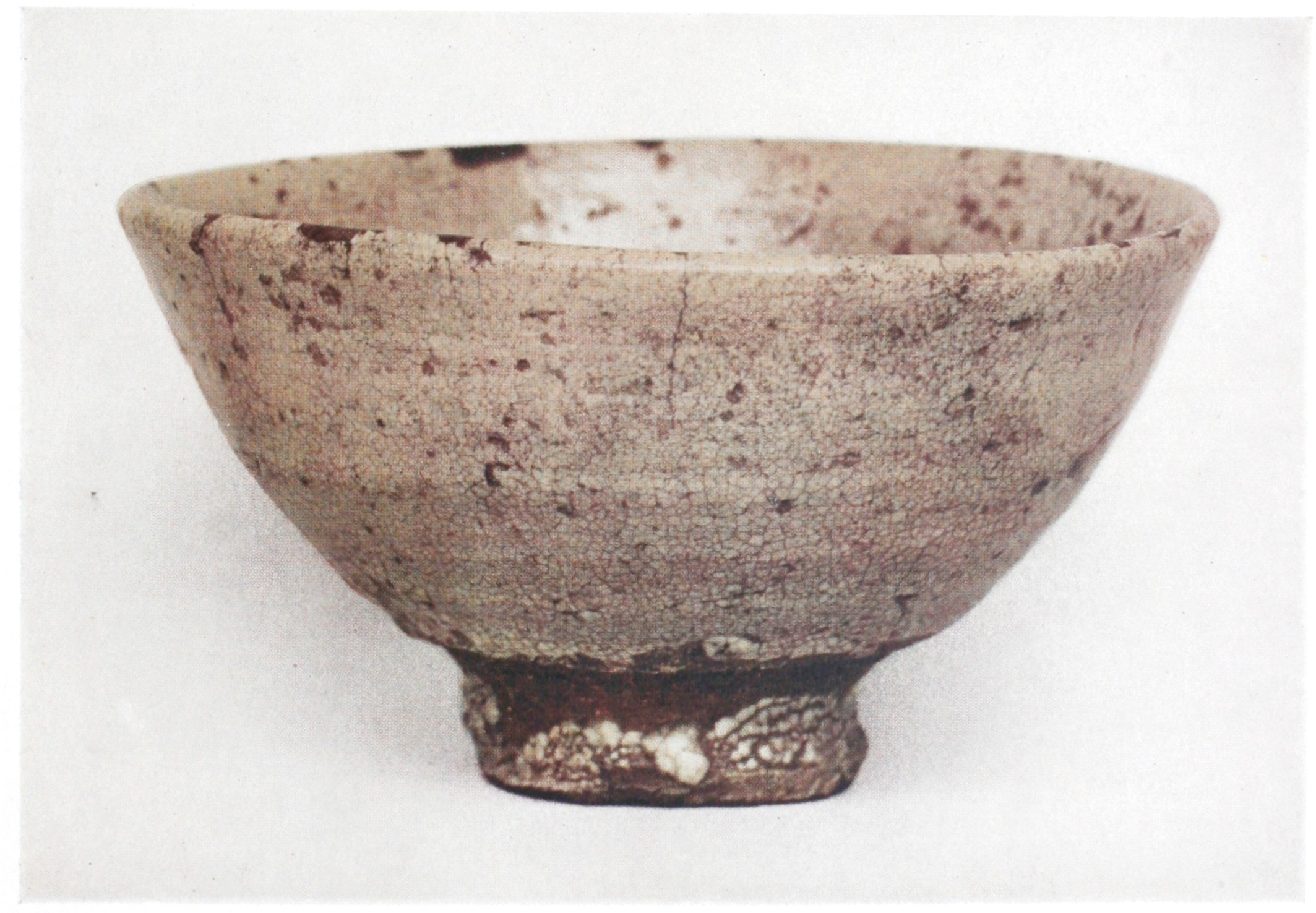
Ido chawan (井戸茶碗) llamado "Kizaemon" (喜左衛門), Dinastía Joseon,, Tesoro Nacional de Japón

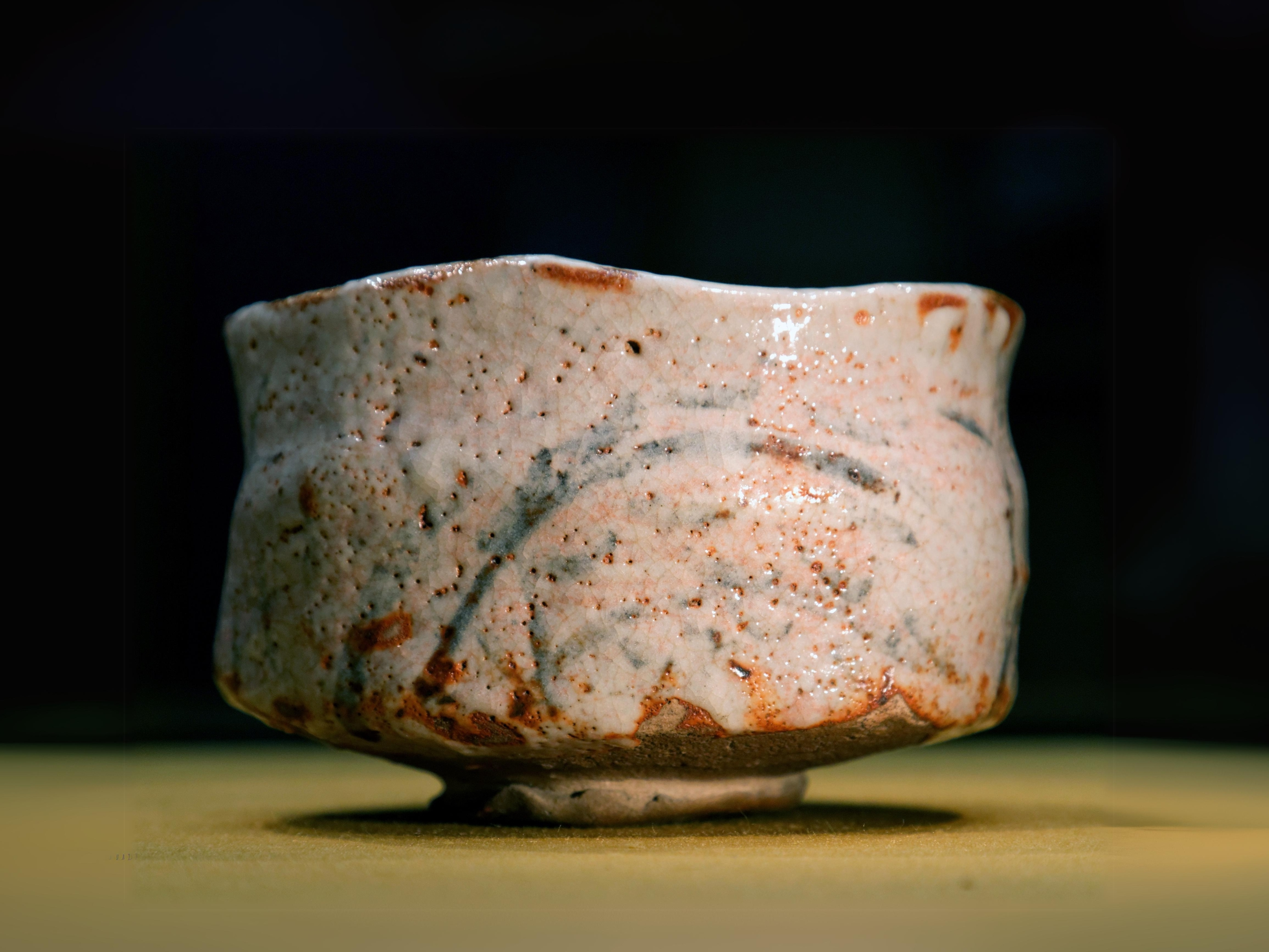
Chawan de cerámica Mino tipo Shino llamado "Furisode" (振袖), de Azuchi-Momoyama, período Edo, siglos XVI-XVII

El chawan tiene su origen en China. Los primeros chawan de Japón fueron importados desde China entre los siglos XIII y XVI.
El Jian chawan, un cuenco de té chino conocido como Tenmoku chawan en Japón, fue utilizado para la ceremonia del té japonesa hasta el siglo XVI. Anteriormente, hasta aproximadamente el siglo XV, en Japón el té se bebía principalmente en esta variedad china de cuencos. El término japonés tenmoku deriva del nombre de la montaña Tianmu, en el este de China, donde los sacerdotes japoneses adquirieron estos cuencos de té de los templos chinos y los llevaron a Japón a su vuelta.
Un residente de Fujian del siglo XI escribió sobre los cuencos de té Jian:

El té es de color claro y se aprecia mejor en tazas negras. Las tazas fabricadas en Jianyang son de color negro azulado, marcadas como la piel de una liebre. Al ser de un grosor considerable, retienen el calor, por lo que, una vez calientes, se enfrían muy lentamente, lo que las hace muy valoradas. Ninguna de las tazas producidas en otros lugares puede rivalizar con éstas. Las tazas de Porcelana azul y blanca no son utilizadas por quienes organizan fiestas de degustación de té.

A finales del Período Kamakura (1185-1333), cuando la costumbre de beber té se extendió por todo Japón y el Tenmoku chawan era apreciado por todos los rangos de la sociedad, los japoneses comenzaron a hacer sus propias copias en Seto (Aichi). Aunque el Tenmoku chawan deriva del original chino que se decoraba con varios colores, formas y diseños, a los japoneses les gustaban especialmente los cuencos con forma cónica, por lo que la mayoría de los Tenmoku chawan hechos en Seto eran así.
Con el surgimiento de la ceremonia del té wabi a finales del período Muromachi (1336-1573), el Ido chawan, que se originó a partir de un Met-Saabal, un tazón grande usado para arroz en Corea, este diseño también se volvió muy apreciado en Japón. Estos cuencos de influencia coreana fueron los favoritos del maestro del té Sen no Rikyū debido a su simplicidad tosca.
Con el paso del tiempo y el desarrollo de la ceremonia del té japonesa como forma diferenciada, la cerámica local se volvió más costosa y desarrollada. Alrededor del Período Edo, el chawan ya se fabricaba en Japón. Las piezas más valoradas para un chawan de ceremonia del té son las de Raku, las de cerámica Hagi y las de cerámica Karatsu. Un dicho en las escuelas de ceremonia del té sobre los tipos preferidos de chawan dice: "Raku primero, Hagi segundo, Karatsu tercero".
Otro tipo de chawan que se hizo un tanto popular durante el periodo Edo, procedente del exterior, fueron los cuencos de arroz de la cerámica Annan de Vietnam (Annam). La cerámica Annan es azul y blanca, con un pie alto.
Para limpiar el recipiente se utiliza un paño llamado chakin (茶巾). Para guardar los cuencos de té especiales se utiliza una bolsa de tela shifuku (仕服) hecha de seda o brocado, especialmente para los del tipo tenmoku chawan. Esto está sostenido por cuatro cojines más pequeños a cada lado dentro de la caja de madera que ayudan a estabilizar y proteger el recipiente. En su lugar, también se puede utilizar una bolsa de tela más sencilla, gomotsu-bukuro (御物袋). Normalmente, el cuenco se envuelve en un paño de color naranja cúrcuma llamado ukon-nuno (ウコン布) para así meterlo en una caja, lo que aparentemente ayuda a mantener alejados a los insectos.

## Formas
Los chawan japoneses tienen varias formas y tipos, muchos de los cuales tienen nombres específicos:
- Forma circular (鉄鉢形 Wa-nari?)[10]
- Forma de cuenco de madera (椀形 Wan-nari?)[11]
- Tipo Goki  (呉記型 Goki-gata?)[12]
- Forma de medio cilindro (半筒型 Han tsutsu-gata?)[13]
- Tipo cilindro (筒型 Tsutsu-gata?)[14]
- Tipo caja de piedra  Go  (碁笥底型 Gokezoko-gata?)
- Tipo barril (胴締 Dojimari-gata?)[15]
- Cuenco de jinete (馬上杯 Bajyohai?)
- Forma de cedro (杉形 Sugi-nari?)[16]
- Tipo pozo (井戸型 Ido-gata?)[17][18]
- Tipo Tenmoku  (天目型 Tenmoku-gata?)[19]
- Forma Komogai  (Komogai-nari?)[20][17] antiguamente se importaba del puerto coreano de Ko
- Tipo borde curvo (端反り型 Hatazori-gata?)
- Forma plana (平形 Hira-gata?)[21]
- Balde para caballos (馬盥 Badarai?)
- Forma de zapato (沓形 Kutsu-gata?)[22]
- Tipo Orilla (砂浜形 Suhama-gata?)
- Forma de melocotón (桃形 Momo-gata?)
- Forma de rasqueta de pincel (筆洗形 Hissen-gata?)[23]
- Sombrero de paja (編笠 Amikasa?)
- Forma triangular  (三角形 Sankaku-gata?)
- Forma de cuatro aristas (四方形 Shiho-gata?)

- Cuenco de hierro (鉄鉢形 tetsubachi-nari / teppatsu-nari?)[24]
- Tenmoku plata (銀天目茶碗 silver tea bowl made in the tenmoku style?)

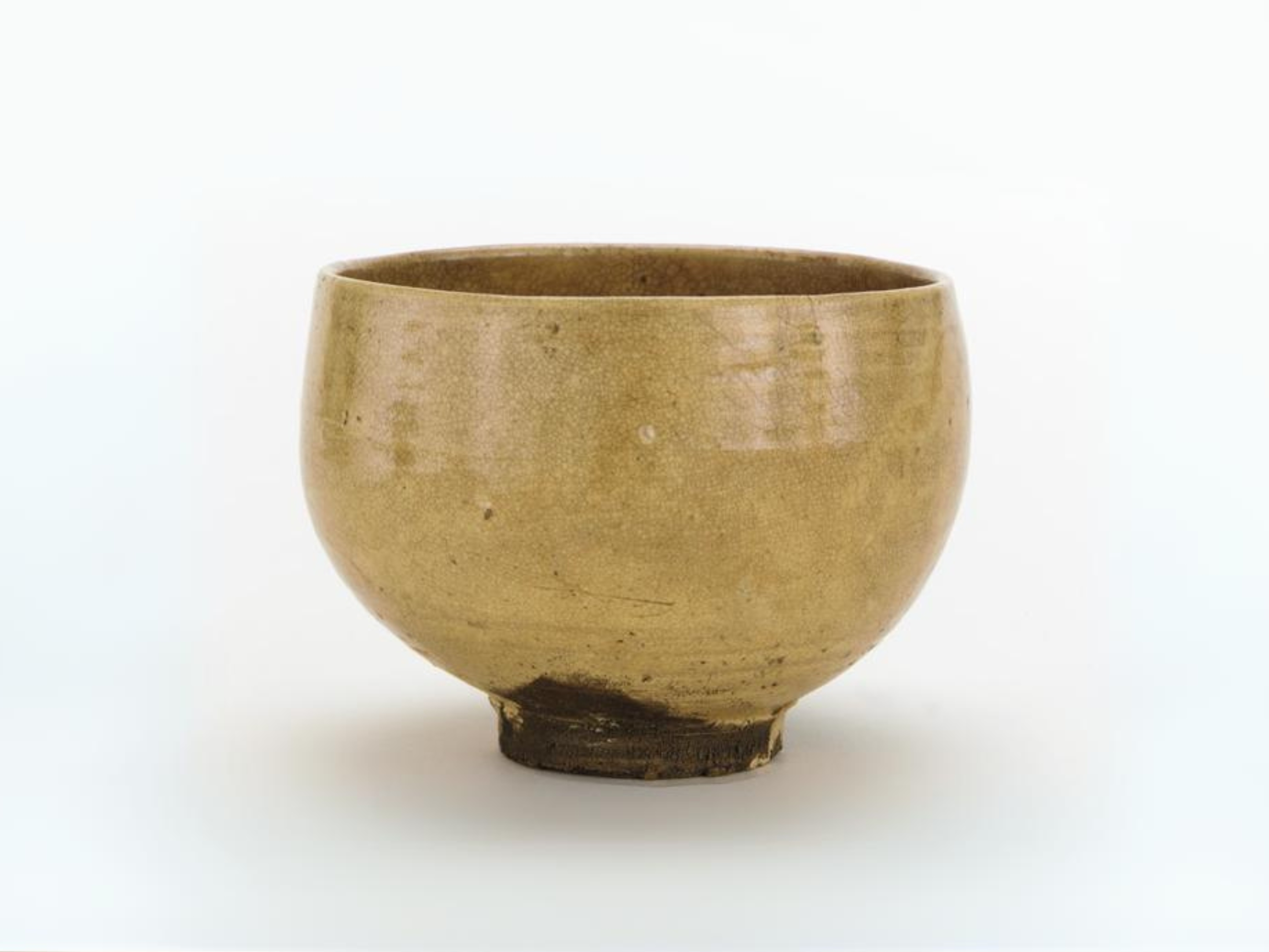
Forma circular (鉄鉢形 Wa-nari?)
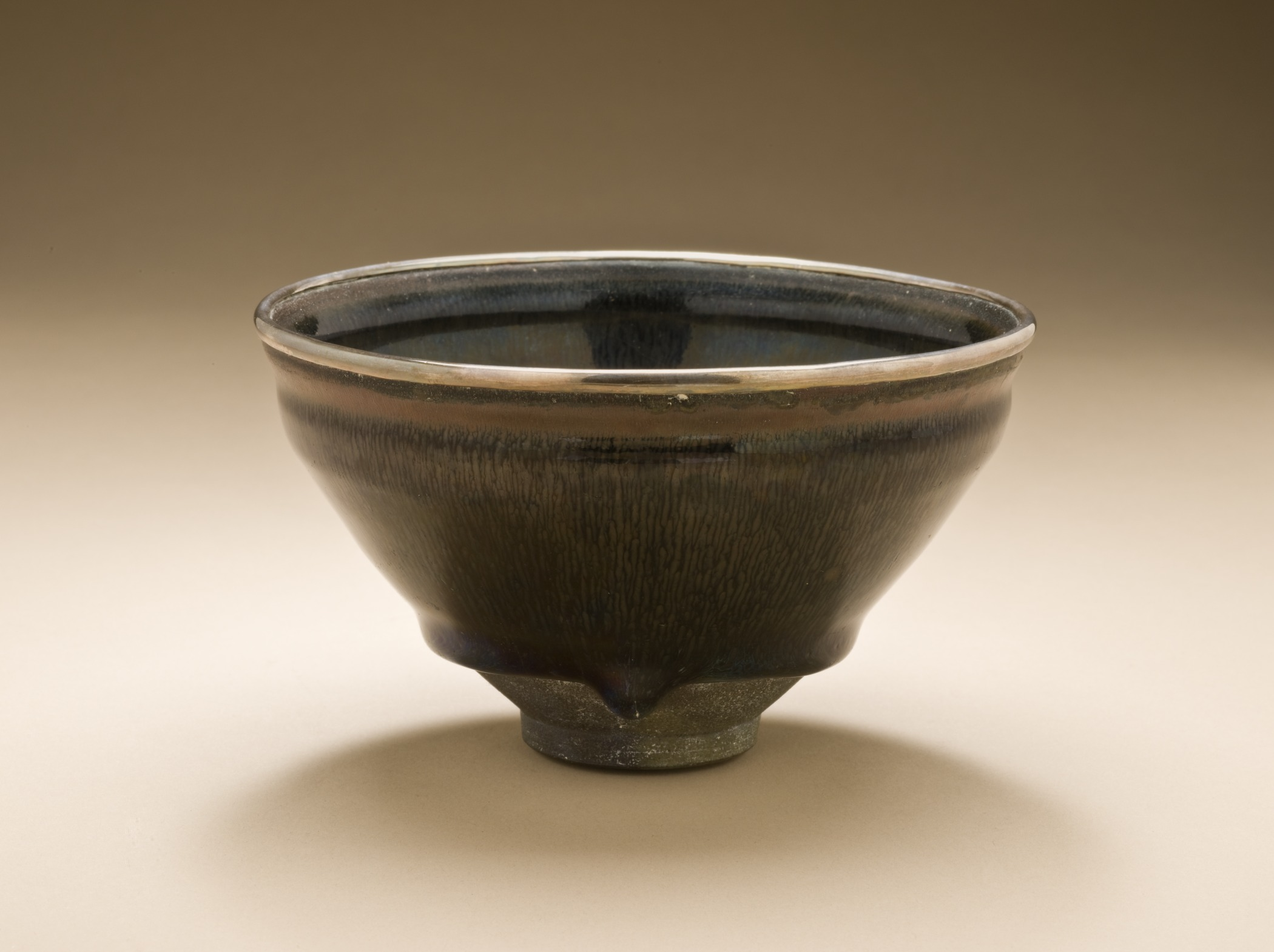
Tipo Tenmoku  (天目型 Tenmoku-gata?)
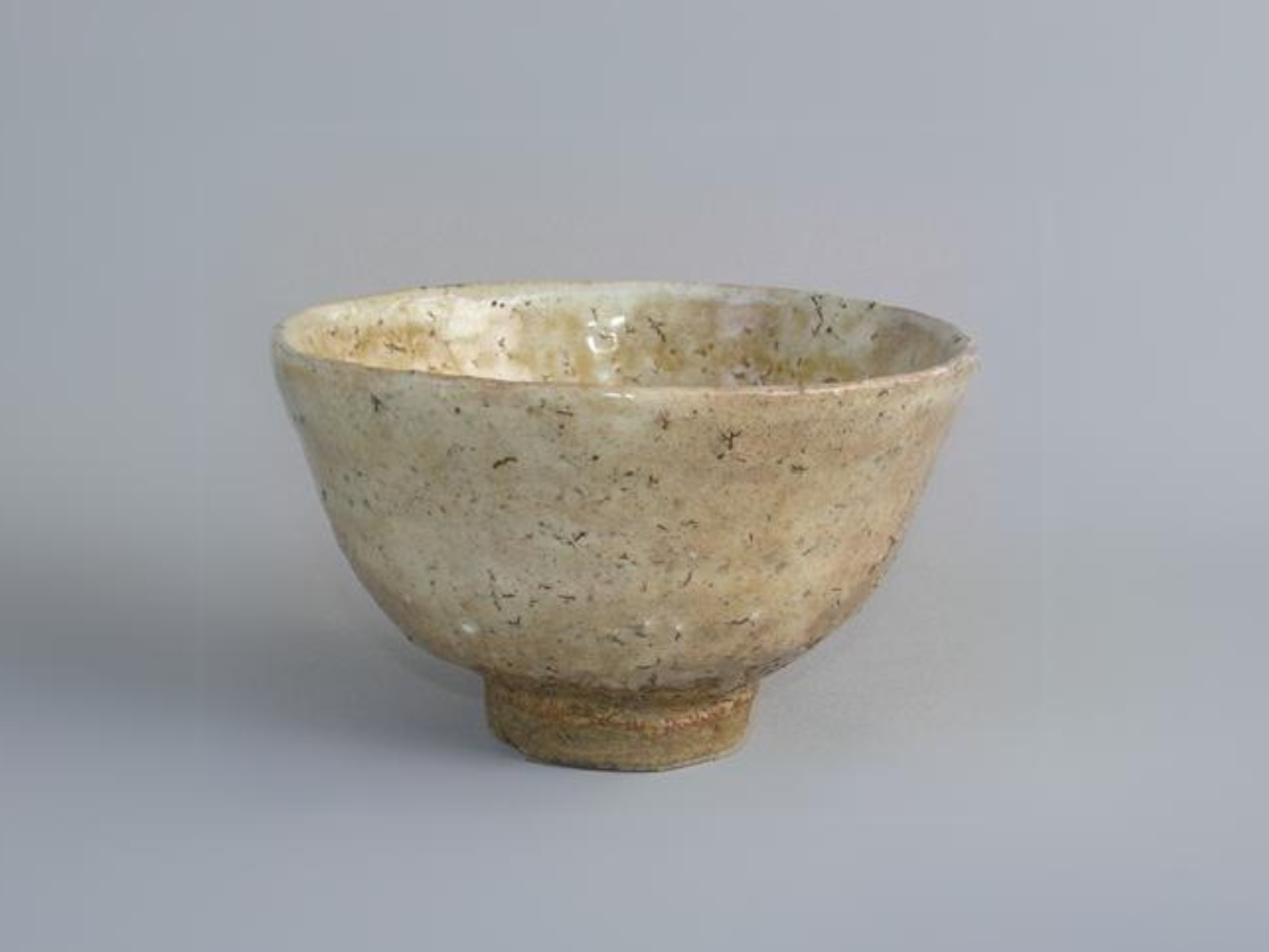
Tipo pozo (井戸型 Ido-gata?)
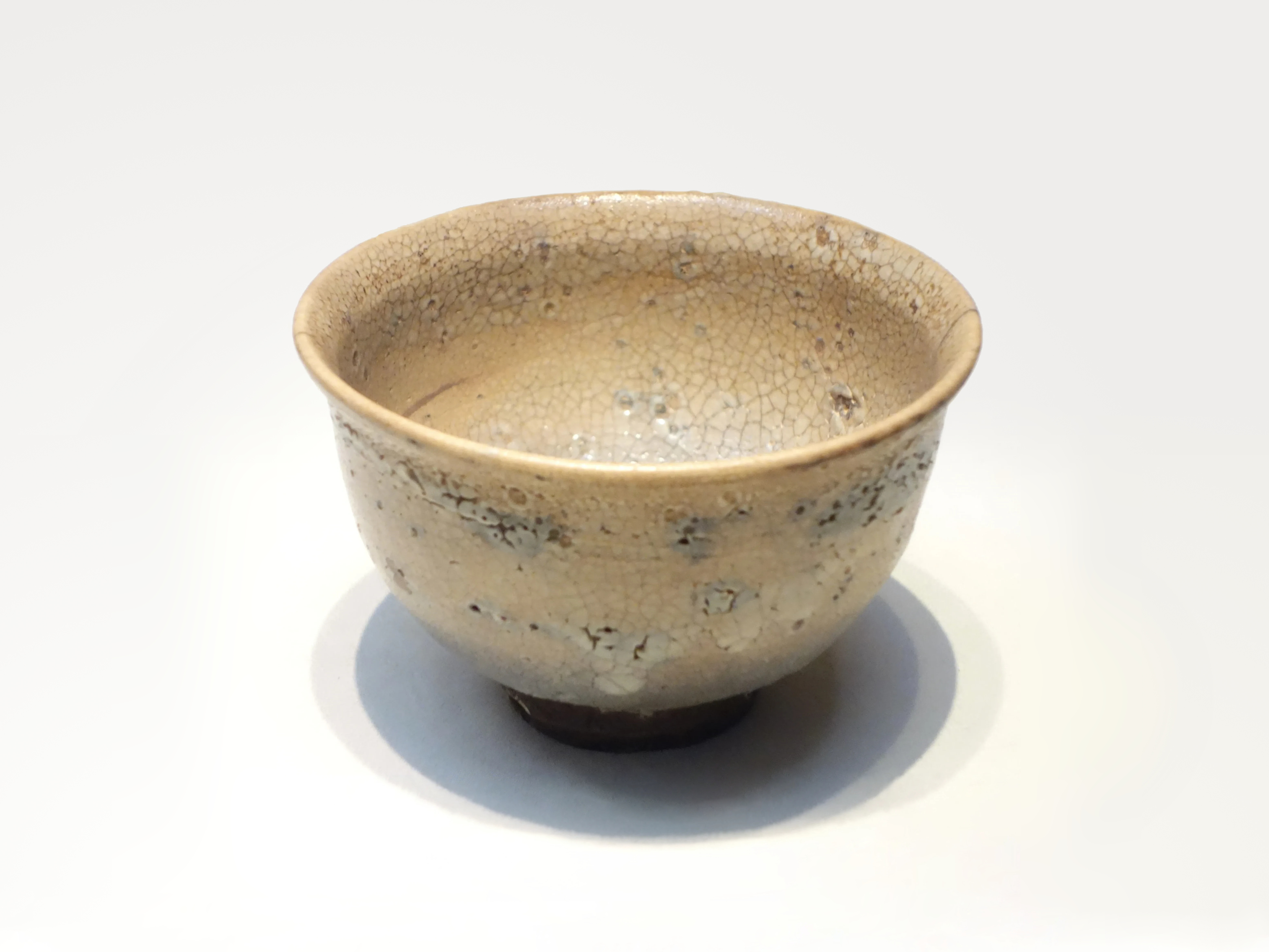
Forma Komogai  (Komogai-nari?)
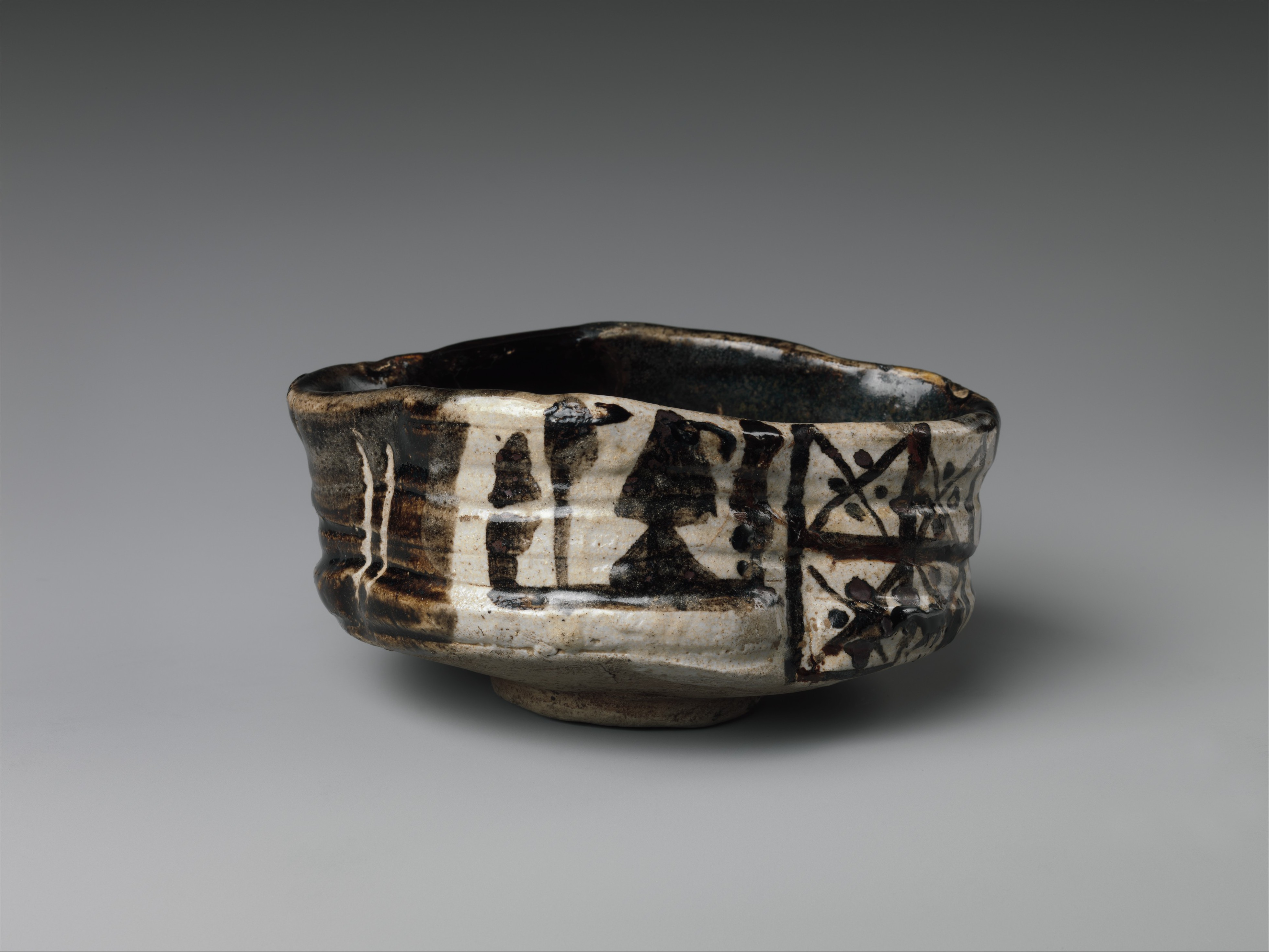
Forma de zapato (沓形 Kutsu-gata?)
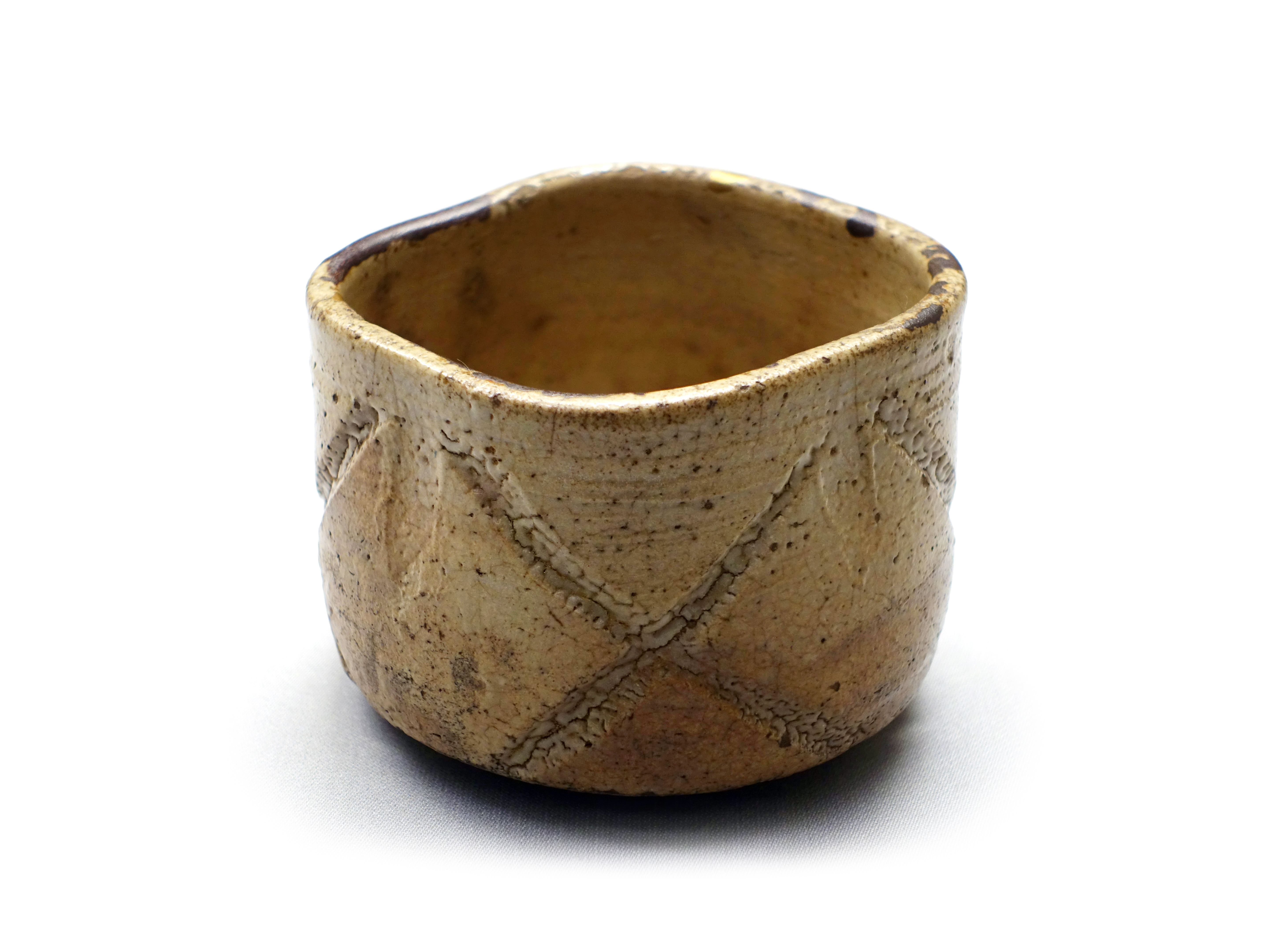
Forma cuatro aristas (四方形 Shiho-gata?)

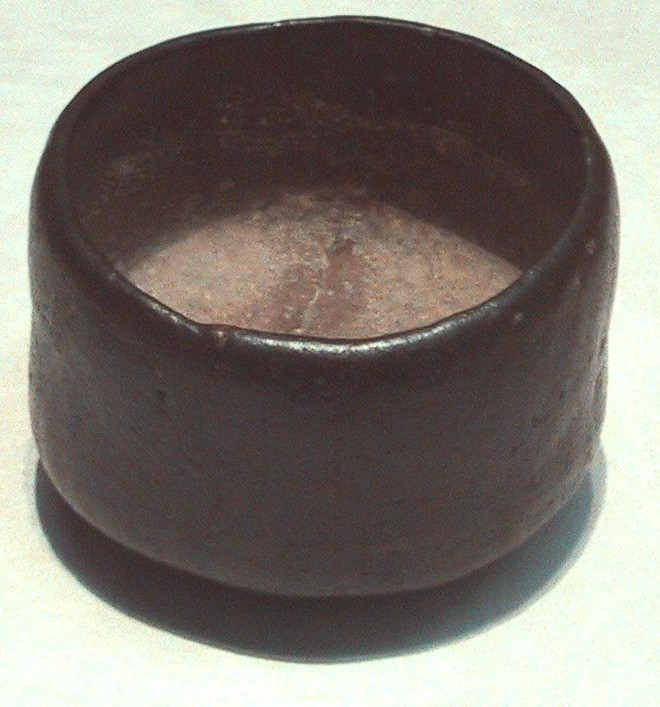
Cuenco raku negro utilizado para té espeso, período Azuchi-Momoyama, siglo XVI

## Pie
El pie (高台Kōdai ) del chawan japonés puede tener diferentes formas y tamaños. Los más conocidos son:
- Pie anular (輪高台, Wa Kōdai )
- Pie de ojo de serpiente (蛇ノ目高台 o 普通高台, Janome o Futsū Kōdai )
- Doble pie (二重高台, Nijū Kōdai )
- Pie de luna creciente (三日月高台, Mikazuki Kōdai )
- Pie de púa Shamisen (撥高台, Bachi Kōdai )
- Pie de nudo de bambú (竹節高台, Takenofushi Kōdai )
- Pie de flor de cerezo (桜高台, Sakura Kōdai )
- Pie de cuatro direcciones (四角高台, Shiho Kōdai )
- Vaya pie de caja de piedra (碁石高台, Gokezoko-Kōdai )
- Pie tallado con clavos (釘彫高台, Kugibori Kōdai )
- Pie de concha en espiral (貝尻高台, Kaijiri Kōdai )
- Pie de hidromasaje (渦巻高台, Uzumaki Kōdai )
- Pie de casco (兜巾, Tokin Kōdai )
- Pie de tela arrugada (縮緬高台, Chirimen Kōdai )
- Pie partido (割高台, Wari Kōdai )
- Cortar el pie (切高台, Kiri Kōdai )
- Dos pies partidos (割一文字高台, Wariichimonji Kōdai )
- Pie cortado en barra (釘彫高台, Kiriichimonji Kōdai )
- Cuatro pies partidos (割十文字高台, Warijūmonji Kōdai )
- Pie cortado en cruz (切十文字高台, Kirijūmonji Kōdai )

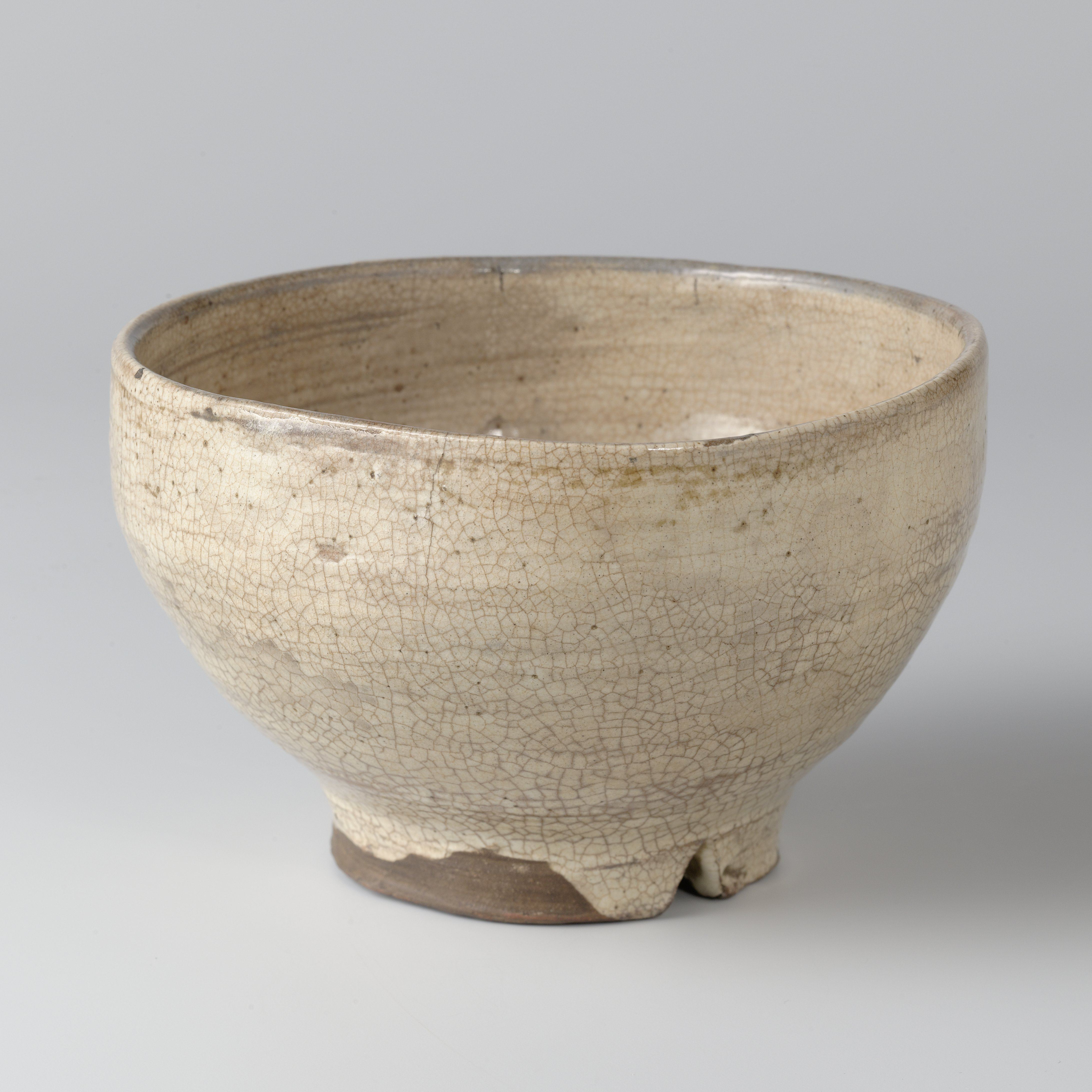
Pie partido (割高台, Wari Kōdai )
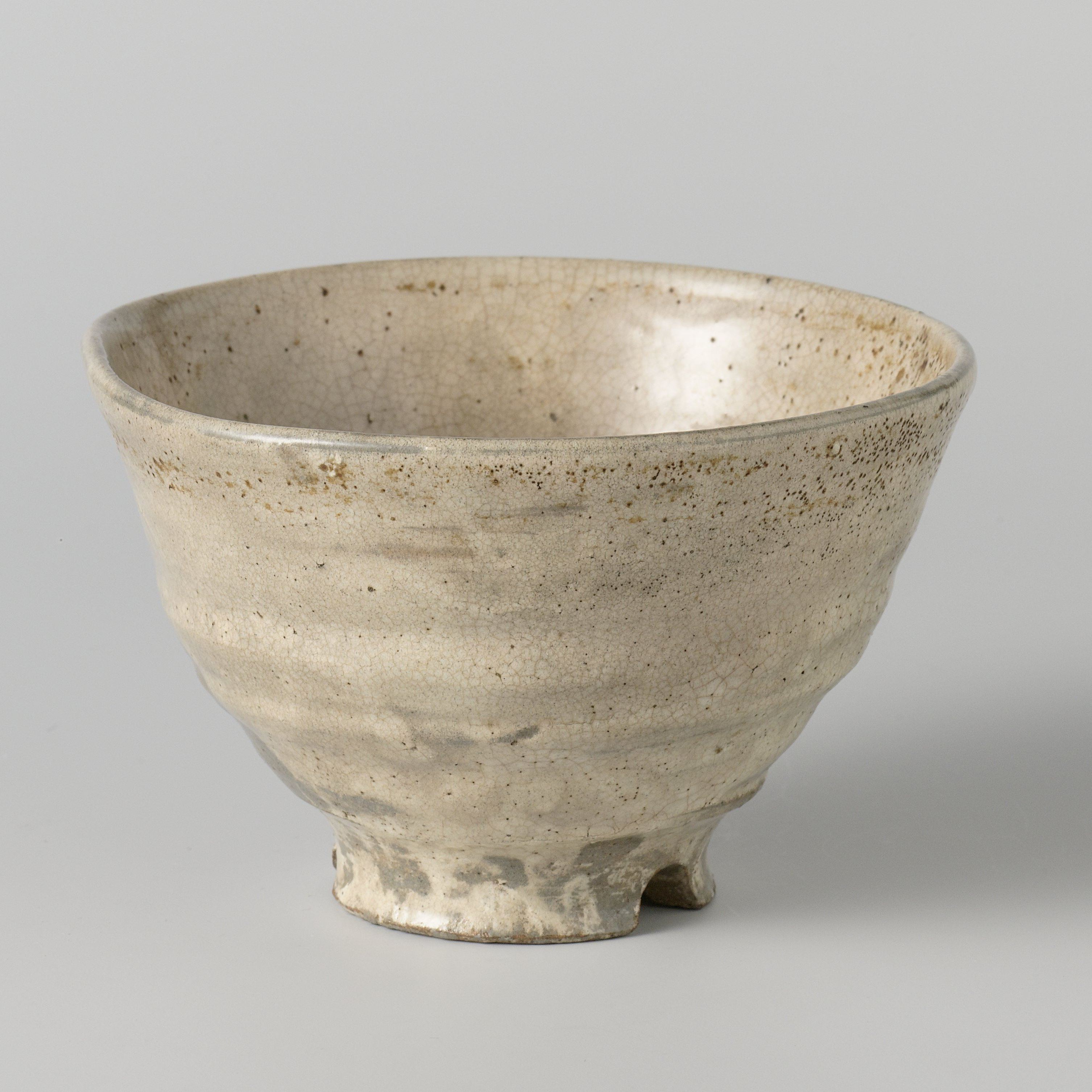
Cortar el pie (切高台, Kiri Kōdai )
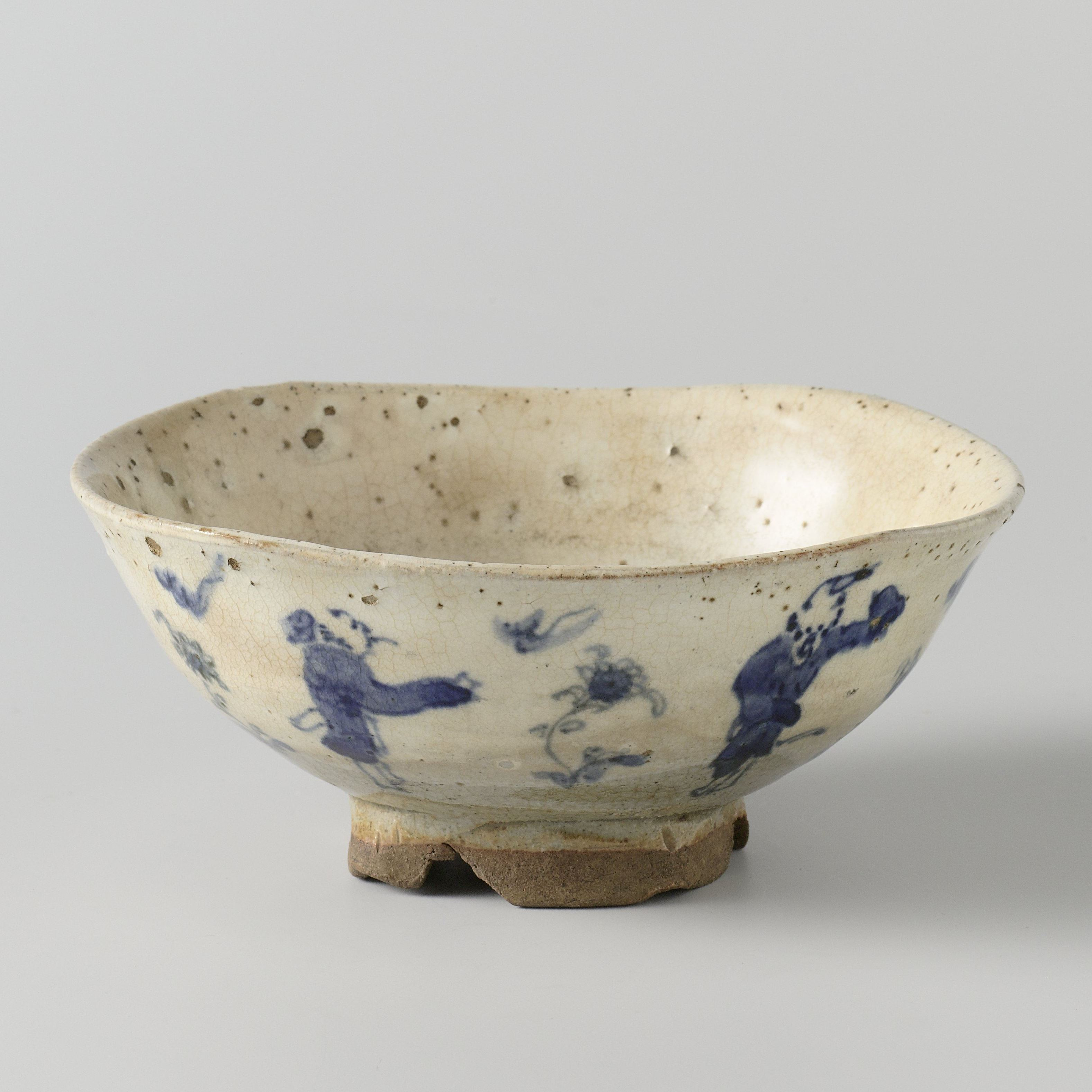
Cuatro pies partidos (割十文字高台, Warijūmonji Kōdai )